# Фонд пам'яті Олекси Тихого
Благодійний фонд пам'яті Олекси Тихого — громадська організація на Донеччині, Україна. Завданнями фонду зазначено національно-патріотичне виховання молоді шляхом вивчення та популяризації творів Олекси Тихого, його концепції відродження національної культури на Донеччині та його правозахисної діяльності, а також спорудження у Дружківці пам'ятника Олексі Тихому.
Заснований в Дружківці, 13 березня 1997 року, спільними зусиллями видавництва «ПримаПрес», страхової компанії «АСКО Донбас-Північний», дружківською «Просвітою» та кількох приватних осіб. Фонд очолив Сергій Базанов — директор видавництва «ПримаПрес».
9 червня 1999 року у мережі Інтернет з'явився сайт фонду. Серед інших матеріалів на сайті розміщені повні тексти спогадів Левка Лук'яненка про Олексу Тихого та спогади Володимира Тихого — «Слово про батька».
Фонд оголошує конкурси, зокрема, для журналістів, котрі пишуть на тему правозахисного руху в Україні. Номінантами фонду були Вахтанг Кіпіані, Ярослав Тинченко,  Андрій Кудін та ін. У 1999 році премію та диплом Фонду нам'яті Олекси Тихого за найкращу публікацію в періодиці матеріалів про Український правозахисний рух в СРСР (стаття «Донбас — колиска правозахисників і патріотів України») отримав донецький письменник Іван Костиря.